# Liste der Distanzsteine im Landkreis Börde
Die Liste der Distanzsteine im Landkreis Börde umfasst alle Distanzsteine im Landkreis Börde.

## Allgemeines
Im Landkreis Börde sind folgende verschiedene Distanzsteintypen vorhanden:
- preußischer Meilenstein
- anhaltischer Meilenstein
- Myriameterstein
- Wegweisersäule (auch wenn diese nicht immer eine Distanzangabe enthielten).

Durch die Umstellung von Meile auf Kilometer als Längenmaß wurden manche Steine umgesetzt und umgenutzt, so dass sie mit unter mehreren Typen zugeordnet werden.

## Meilensteine
| Artikel                     | Denkmal-ID | Ausweisungsart | Lage | Beschreibung                                                     | Kommune                          | Ort             | Bild |
| --------------------------- | ---------- | -------------- | --- | ---------------------------------------------------------------- | -------------------------------- | --------------- | ---- |
| Meilenstein Ackendorf       |            |                | K 1158a | preußischer Ganzmeilenstein                                      | Hohe Börde                       | Ackendorf       |      |
| Meilenstein Barleben        | 094 15929  | Kleindenkmal   | K 1177 | preußischer Ganzmeilenstein                                      | Barleben                         | Barleben        |      |
| Meilenstein Behnsdorf       | 094 30495  | Kleindenkmal   | K 1132 | preußischer Ganzmeilenstein                                      | Flechtingen                      | Behnsdorf       |      |
| Meilenstein Behnsdorf       | 094 84194  | Baudenkmal     | Straße Richtung Hörsingen                                                                                               | unklar, wohl Verwechslung mit Hörsingen                          | Flechtingen                      | Behnsdorf       |      |
| Meilenstein Bertingen       | 094 83314  | Baudenkmal     | an der Dorfstraße in Bertingen                                                                                          | preußischer Viertelmeilenstein                                   | Angern                           | Bertingen       |      |
| Meilenstein Blätz           | 094 15938  | Baudenkmal     | K 1179 – alte Poststraße Magdeburg–Stendal                                                                              | preußischer Ganzmeilenstein                                      | Burgstall                        | Blätz           |      |
| Meilenstein Bodendorf       | 094 30505  | Kleindenkmal   | L 42 | preußischer Ganzmeilenstein (später als Myriameterstein genutzt) | Haldensleben                     | Bodendorf       |      |
| Meilenstein Bornstedt       | 094 30512  | Kleindenkmal   | B 1 | preußischer Ganzmeilenstein (später als Myriameterstein genutzt) | Hohe Börde                       | Bornstedt       |      |
| Meilenstein Colbitz         | 094 75064  | Baudenkmal     | B 189 | preußischer Ganzmeilenstein                                      | Colbitz                          | Colbitz         |      |
| Meilenstein Dodendorf       |            |                | L 50 | preußischer Viertelmeilenstein                                   | Sülzetal                         | Dodendorf       |      |
| Meilenstein Dolle           | 094 75173  | Baudenkmal     | B 189 – 500 Meter südlich von Dolle                                                                                     | preußischer Ganzmeilenstein                                      | Burgstall                        | Dolle           |      |
| Meilenstein Eichenbarleben  | 094 75658  | Kleindenkmal   | B 1 | preußischer Ganzmeilenstein                                      | Hohe Börde                       | Eichenbarleben  |      |
| Meilenstein Erxleben        | 094 30500  | Kleindenkmal   | B 1 – ehemalige Poststraße nach Magdeburg                                                                               | preußischer Ganzmeilenstein (später als Myriameterstein genutzt) | Erxleben                         | Erxleben        |      |
| Meilenstein Etingen         | 094 30510  | Kleindenkmal   | L 24 | preußischer Ganzmeilenstein (später als Kilometerstein genutzt)  | Oebisfelde-Weferlingen           | Etingen         |      |
| Meilenstein Großalsleben    | 094 56512  | Baudenkmal     | L 24 | anhaltischer Ganzmeilenstein (später als Kilometerstein genutzt) | Gröningen                        | Großalsleben    |      |
| Meilenstein Hadmersleben    | 094 95253  | Baudenkmal     | L 66 | preußischer Ganzmeilenstein                                      | Oschersleben                     | Hadmersleben    |      |
| Meilenstein Hohenwarsleben  |            |                | L 47 | preußischer Ganzmeilenstein                                      | Hohe Börde                       | Hohenwarsleben  |      |
| Meilenstein Hörsingen       |            |                | L 42 | preußischer Ganzmeilenstein (später als Myriameterstein genutzt) | Oebisfelde-Weferlingen           | Hörsingen       |      |
| Meilenstein Irxleben        | 094 75052  | Kleindenkmal   | B 1 | preußischer Ganzmeilenstein (später als Myriameterstein genutzt) | Hohe Börde                       | Irxleben        |      |
| Meilenstein Kroppenstedt    | -          | Kleindenkmal   | Am Kirchhof 2 | preußischer Ganzmeilenstein (später als Myriameterstein genutzt) | Verbandsgemeinde Westliche Börde | Kroppenstedt    |      |
| Meilenstein Langenweddingen | 094 96601  | Kleindenkmal   | Halberstädter Str. in Langenweddingen ehemaliger Verlauf der B 81 – ehemalige preußische Chaussee Magdeburg–Halberstadt | preußischer Halbmeilenstein                                      | Sülzetal                         | Langenweddingen |      |
| Meilenstein Mahlwinkel      | 094 75645  | Baudenkmal     | Kreuzung Dorfstraße und Bahnhofstraße in Mahlwinkel                                                                     | preußischer Meilenstein?                                         | Angern                           | Mahlwinkel      |      |
| Meilenstein Morsleben       | 094 30501  | Kleindenkmal   | B 1 | preußischer Ganzmeilenstein (später als Myriameterstein genutzt) | Ingersleben                      | Morsleben       |      |
| Meilenstein Rogätz          | 094 75226  | Baudenkmal     | L 44 | preußischer Ganzmeilenstein                                      | Rogätz                           | Rogätz          |      |
| Meilenstein Rogätz          | 094 75630  | Baudenkmal     | „Tintenfass“ Magdeburger Straße 30                                                                                      | preußischer Ganzmeilenstein                                      | Rogätz                           | Rogätz          |      |
| Meilenstein Sandbeiendorf   | 094 75059  | Baudenkmal     | L 29 | preußischer Ganzmeilenstein (später als Myriameterstein genutzt) | Burgstall                        | Sandbeiendorf   |      |
| Meilenstein Schleibnitz     | 094 11938  | Baudenkmal     | L 50 | preußischer Ganzmeilenstein                                      | Wanzleben-Börde                  | Schleibnitz     |      |
| Meilenstein Siegersleben    | 094 90349  | Kleindenkmal   | B 246a | preußischer Ganzmeilenstein                                      | Eilsleben                        | Siegersleben    |      |
| Meilenstein Weferlingen     | 094 30503  | Kleindenkmal   | Kreuzung der Straßen L 20, L 42 und L 43 in Weferlingen                                                                 | preußischer Ganzmeilenstein                                      | Oebisfelde-Weferlingen           | Weferlingen     |      |
| Meilenstein Wieglitz        | 094 30517  | Kleindenkmal   | Koordinaten fehlen! Hilf mit.                                                                                           | preußischer Ganzmeilenstein                                      | Bülstringen                      | Wieglitz        |      |

## Kilometersteine
| Artikel                       | Denkmal-ID | Ausweisungsart | Lage                                      | Beschreibung                                                              | Kommune                          | Ort           | Bild |
| ----------------------------- | ---------- | -------------- | ----------------------------------------- | ------------------------------------------------------------------------- | -------------------------------- | ------------- | ---- |
| Myriameterstein Behnsdorf     | 094 84194  | Baudenkmal     | Straße Richtung Hörsingen                 | Myriameterstein (ehemaliger preußischer Ganzmeilenstein)                  | Flechtingen                      | Behnsdorf     |      |
| Myriameterstein Bodendorf     | 094 30505  | Kleindenkmal   | L 42                                      | Myriameterstein (ehemaliger preußischer Ganzmeilenstein)                  | Haldensleben                     | Bodendorf     |      |
| Myriameterstein Bornstedt     | 094 30512  | Kleindenkmal   | B 1                                       | Myriameterstein (ehemaliger preußischer Ganzmeilenstein)                  | Hohe Börde                       | Bornstedt     |      |
| Myriameterstein Erxleben      | 094 30500  | Kleindenkmal   | B 1 – ehemalige Poststraße nach Magdeburg | Myriameterstein (ehemaliger preußischer Ganzmeilenstein)                  | Erxleben                         | Erxleben      |      |
| Kilometerstein Etingen        | 094 30510  | Kleindenkmal   | L 24                                      | Kilometerstein (ehemaliger preußischer Ganzmeilenstein)                   | Oebisfelde-Weferlingen           | Etingen       |      |
| Kilometerstein Großalsleben   | 094 56512  | Baudenkmal     | L 24                                      | Kilometerstein (ehemaliger anhaltischer Ganzmeilenstein)                  | Gröningen                        | Großalsleben  |      |
| Myriameterstein Hörsingen     |            |                | L 42                                      | Myriameterstein (ehemaliger preußischer Ganzmeilenstein)                  | Oebisfelde-Weferlingen           | Hörsingen     |      |
| Sühnekreuz Hundisburg         | 094 30502  | Kleindenkmal   | L 24 heutiger Standort                    | das Unterteil des Sühnekreuzes wurde bis 1958 als Myriameterstein genutzt | Haldensleben                     | Hundisburg    |      |
| Myriameterstein Irxleben      | 094 75052  | Kleindenkmal   | B 1                                       | Myriameterstein (ehemaliger preußischer Ganzmeilenstein)                  | Hohe Börde                       | Irxleben      |      |
| Myriameterstein Kroppenstedt  | -          | Kleindenkmal   | Am Kirchhof 2                             | Myriameterstein (ehemaliger preußischer Ganzmeilenstein)                  | Verbandsgemeinde Westliche Börde | Kroppenstedt  |      |
| Myriameterstein Sandbeiendorf | 094 75059  | Baudenkmal     | L 29                                      | Myriameterstein (ehemaliger preußischer Ganzmeilenstein)                  | Burgstall                        | Sandbeiendorf |      |

## Wegweisersäulen
| Artikel                   | Denkmal-ID | Ausweisungsart | Lage                                                                                 | Beschreibung                                | Kommune     | Ort         | Bild |
| ------------------------- | ---------- | -------------- | ------------------------------------------------------------------------------------ | ------------------------------------------- | ----------- | ----------- | ---- |
| Wegweiser bei Calvörde    |            | Baudenkmal     | L 24 – nahe der Flurgrenze zu Velsdorf                                               | Calvörde                                    | Calvörde    |             |      |
| Wegweiser Behnsdorf       | 094 84189  | Baudenkmal     | Koordinaten fehlen! Hilf mit.                                                        |                                             | Flechtingen | Behnsdorf   |      |
| Wegweiser Flechtingen     | 094 90356  | Kleindenkmal   | L 25 – zwischen Flechtingen und Altenhausen, in der Nähe des Abzweigs nach Bodendorf | runder Sockel mit einem dreieckigen Aufsatz | Flechtingen | Flechtingen |      |
| Wegweiser Flechtingen     | 107 05012  | Kleindenkmal   | Koordinaten fehlen! Hilf mit.                                                        |                                             | Flechtingen | Flechtingen |      |
| Wegweiser Flechtingen     | 107 05013  | Kleindenkmal   | Koordinaten fehlen! Hilf mit.                                                        |                                             | Flechtingen | Flechtingen |      |
| Wegweiser Flechtingen     | 107 05014  | Kleindenkmal   | Koordinaten fehlen! Hilf mit.                                                        |                                             | Flechtingen | Flechtingen |      |
| Wegweiser Flechtingen     | 107 05015  | Kleindenkmal   | Koordinaten fehlen! Hilf mit.                                                        |                                             | Flechtingen | Flechtingen |      |
| Wegweiserstein Marienborn | 094 98583  | Baudenkmal     | Waldweg westlich des Ortes                                                           | Wegweiserstein                              | Sommersdorf | Marienborn  |      |
| Wegweiserstein Velsdorf   | 094 30511  | Kleindenkmal   | L 24 – Abzweigung der K 1138                                                         | Wegweiserstein mit Kilometerangabe          | Calvörde    | Velsdorf    |      |
| Wegweiserstein Zobbenitz  | 094 30518  | Kleindenkmal   | K 1140                                                                               | Wegweiserstein mit Kilometerangabe          | Calvörde    | Zobbenitz   |      |